# Gare de Kholonivska
La gare de Kholonivska (ukrainien : Холонівська (станція)) est une gare ferroviaire située dans l'oblast de Vinnytsia en Ukraine.

## Situation ferroviaire
C'est une gare intermédiaire de Pivdenno-Zakhidna zaliznytsia, située dans le village d'Ivaniv, à neuf kilomètres de Kalynivka II et douze d'Uladivka.